# Zagajnik (przystanek kolejowy)
Zagajnik – przystanek osobowy we wsi Zagajnik na linii kolejowej nr 282 Miłkowice – Jasień, w województwie dolnośląskim.

## Ruch pasażerski
| Rok  | Wymiana pasażerska na dobę |
| ---- | -------------------------- |
| 2017 | 50-99                      |
| 2022 | 50-99                      |